# Carinodes janeirensis
Carinodes janeirensis är en stekelart som först beskrevs av Brethes 1927.  Carinodes janeirensis ingår i släktet Carinodes och familjen brokparasitsteklar. Inga underarter finns listade.